# NGC 6601
NGC 6601 (другие обозначения — MCG 10-26-22, ZWG 301.19, PGC 61533) — галактика в созвездии Дракон.
Этот объект входит в число перечисленных в оригинальной редакции «Нового общего каталога».